# ウチワヤンマ
ウチワヤンマ（団扇蜻蜒、学名: Sinictinogomphus clavatus）は、トンボ目サナエトンボ科の昆虫の一種。

## 分布
中国、朝鮮半島、日本、ネパール、ミャンマー、タイ、ベトナム、ロシア北東部に分布する。
日本の本州、四国、九州に分布する。

## 特徴と形態
全長70-87mmで、腹長が49-60mm、後翅長が40-51mmになる。脚には黄斑がある。
オス、メスともに腹部の第8節には、黄色を黒色で縁取ったうちわ状の広がりがある。タイワンウチワヤンマにも同様な広がりがあるが、色は黒色のみであり、大きさも少し小さい。
名称に「ヤンマ」と付くが、ヤンマ科ではなくサナエトンボ科である。ヤンマ科は頭部の複眼が接しているが、サナエトンボ科は頭部の複眼が接していない。また、長時間飛行するヤンマ科に比べ、サナエトンボの仲間はある程度飛翔したらすぐに止まって休むことも特徴である。ウチワヤンマと同様に、コオニヤンマもサナエトンボ科である。

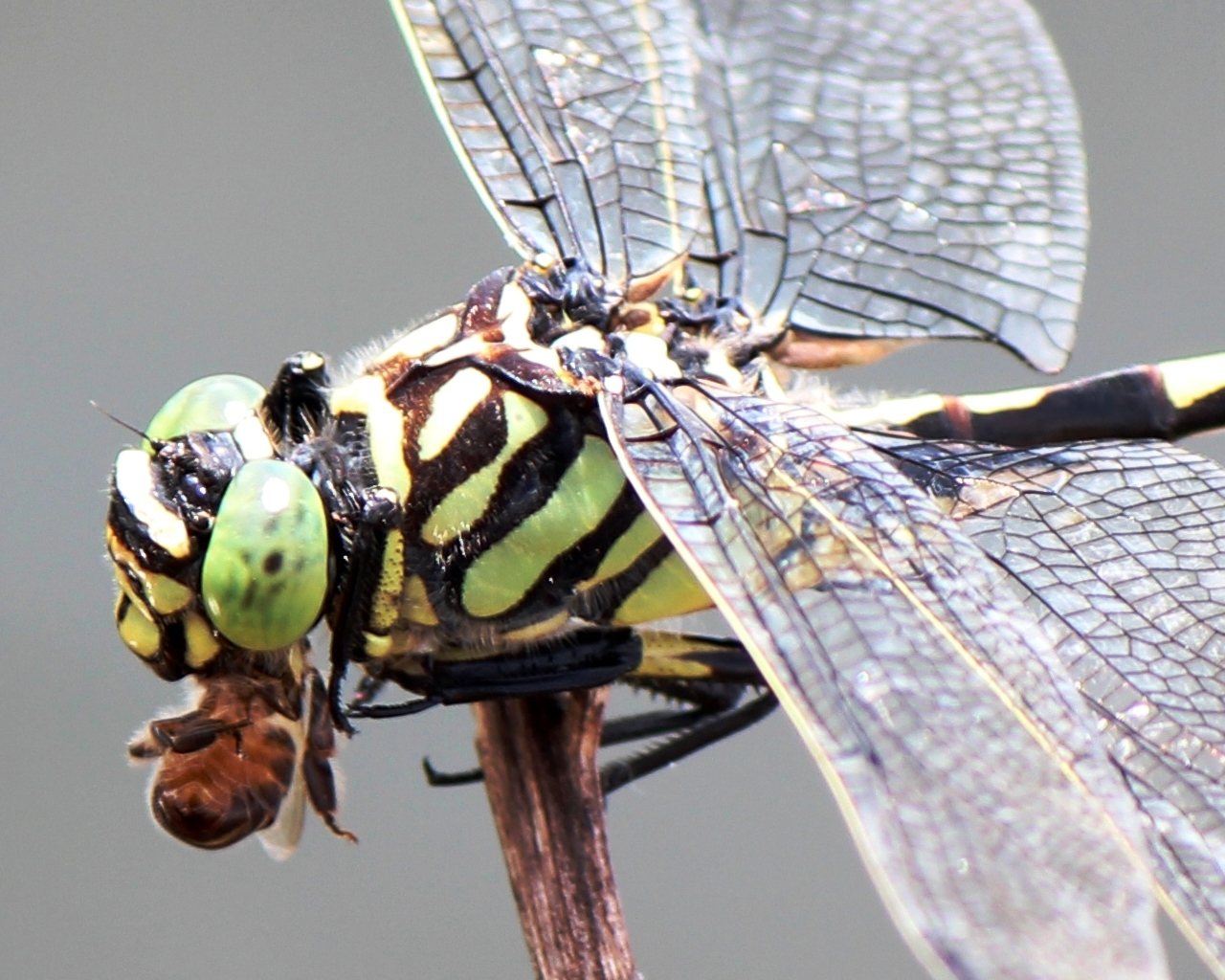
昆虫を捕食するウチワヤンマ
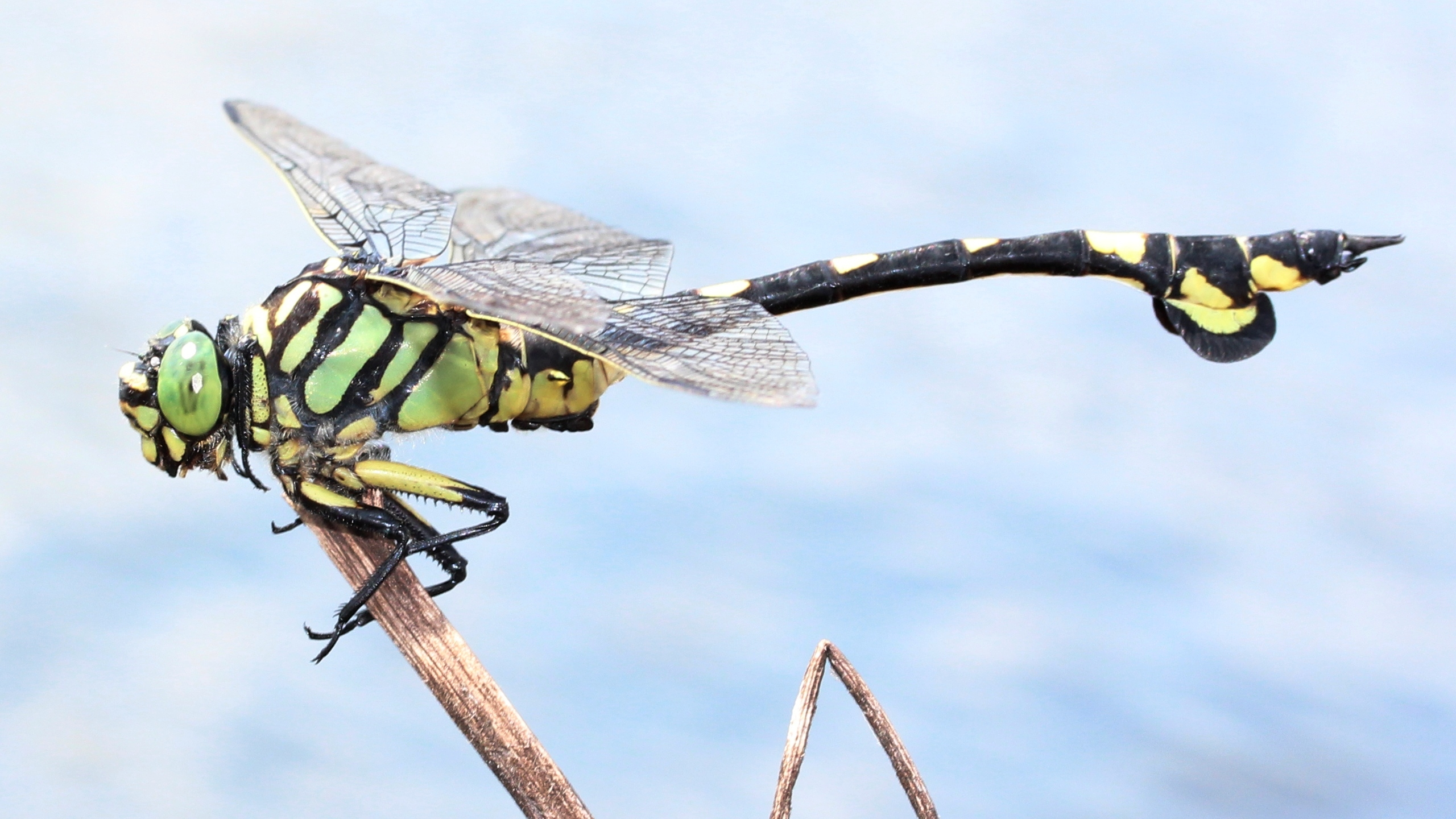
池岸の枝先に留まるウチワヤンマ
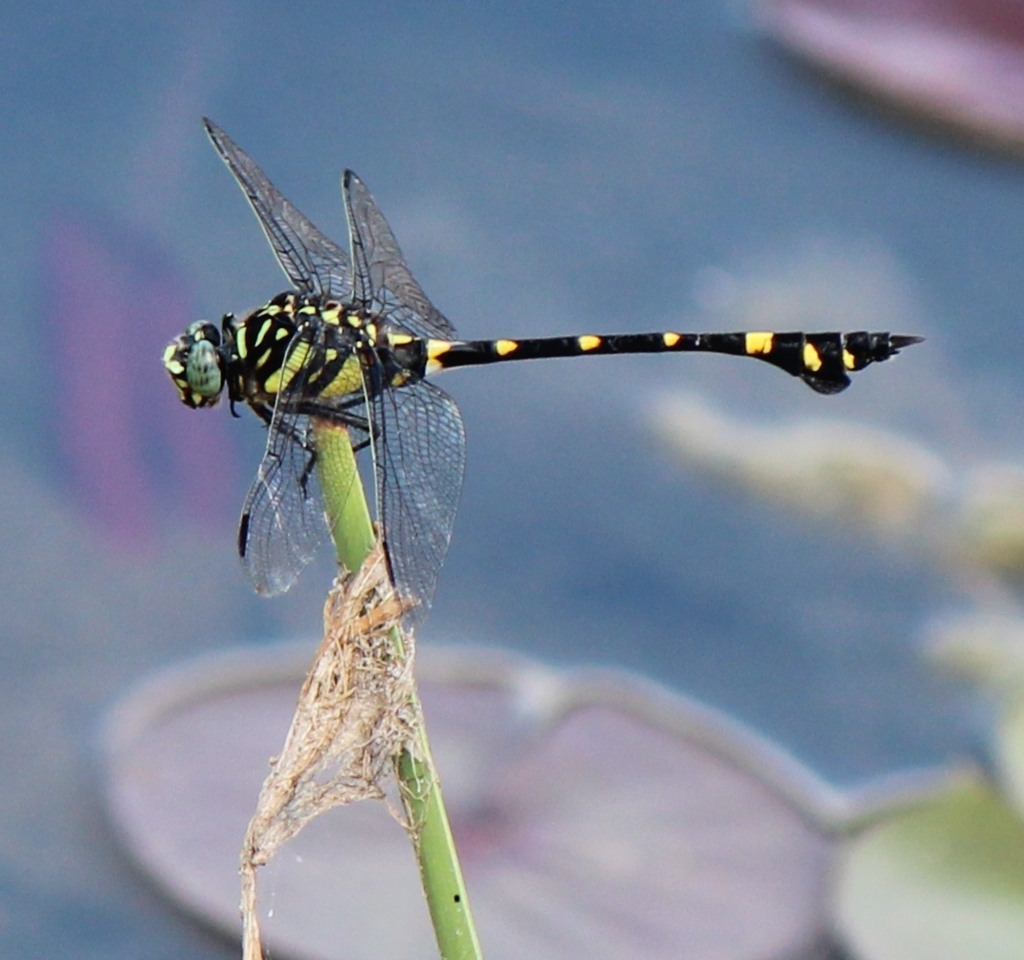
タイワンウチワヤンマ

## 生態
オスは水辺の岸近くの枝先などに留まる。平地、丘陵地の深くて水面の開けた池や湖（湖底は砂泥で少し汚れた水質）に生息する。
成熟したオスは縄張りをもち、水面から出た杭などの突起物の先端に静止して占有する。交尾も同様な場所の先端で静止して行う。その後、交尾態のまま飛び回って産卵場所となる水面の浮遊物を探し、見つけると連結を解いて産卵する。産卵はメス単独で行われ、ホバリングをしながら腹部の先で間欠的に浮遊物を打つ。卵は、糸で連なっている。卵の期間は、1-2週間程度であり、幼虫で1-2年間を過ごす。幼虫は水深の深いところで生活する。

## 保全状況評価
国際自然保護連合（IUCN）により、軽度懸念（LC）の指定を受けている。
日本では以下の都道府県で、レッドリストの指定を受けている。
- 絶滅危惧II類 - 長崎県、東京都の南多摩と西多摩（北多摩と本土部では準絶滅危惧）[7]
- 準絶滅危惧 - 宮城県、長野県、高知県、熊本県[8]、宮崎県
- 希少野生生物(Cランク) - 青森県（環境省の準絶滅危惧相当）[9]
- 一般保護生物（D） - 千葉県（環境省の準絶滅危惧相当）[10]
- 分布特性上重要 - 鹿児島県

## 近縁種
タイワンウチワヤンマ Ictinogomphus pertinax

海外では、亜種S. c. phaleratus (Selys, 1854)が記載されているが、分類の検討がなされていない。